# 科梅扎诺-奇扎戈
科梅扎诺-奇扎戈（義大利語：Comezzano-Cizzago），是意大利布雷西亚省的一个市镇。总面积15平方公里，人口3654人，人口密度243.6人/平方公里（2009年）。国家统计（ISTAT）代码为017060。